# Пікенс (Західна Вірджинія)
Пікенс (англ. Pickens) — переписна місцевість (CDP) в США, в окрузі Рендолф штату Західна Вірджинія. Населення — 41 особа (2020).

## Географія
Пікенс розташований за координатами 38°39′21″ пн. ш. 80°12′58″ зх. д. / 38.65583° пн. ш. 80.21611° зх. д. (38.655874, -80.216013).  За даними Бюро перепису населення США в 2010 році переписна місцевість мала площу 5,26 км², уся площа — суходіл.

## Демографія
Згідно з переписом 2010 року, у переписній місцевості мешкало 66 осіб у 26 домогосподарствах у складі 18 родин. Густота населення становила 13 особи/км².  Було 52 помешкання (10/км²).
Расовий склад населення:
| - 100,0 % — білих |

До двох чи більше рас належало 0,0 %. Частка іспаномовних становила 0,0 % від усіх жителів.
За віковим діапазоном населення розподілялося таким чином: 27,3 % — особи молодші 18 років, 48,5 % — особи у віці 18—64 років, 24,2 % — особи у віці 65 років та старші. Медіана віку мешканця становила 44,5 року. На 100 осіб жіночої статі у переписній місцевості припадало 135,7 чоловіків;  на 100 жінок у віці від 18 років та старших — 118,2 чоловіків також старших 18 років.
Цивільне працевлаштоване населення становило 0 осіб. 